# Danh sách Bá tước và Công tước xứ Savoia
Dưới đây là danh sách các Bá tước và Công tước nhà Savoy.

## Bá tước Savoy
| Tên         | Tên gọi khác hoặc biệt hiệu                  | Chân dung   | Sinh                 | Mất                  | Thời gian giữ tước hiệu | Quan hệ huyết thống                                 |
| ----------- | -------------------------------------------- | ----------- | -------------------- | -------------------- | ----------------------- | --------------------------------------------------- |
| Humbert I   | Humbert kẻ tay trắng                         | không khung | Khoảng năm 980       | 1047/1048            | 1032 - 1047/1048        | Có thể là chắt trai của Otto II của Thánh chế La Mã |
| Amadeus I   | La Coda (Tạm dịch: Người đòi hộ tống)        | không khung | 975 (?)              | Khoảng 1052          | 1030 - 1052             | Có thể là con cả của Humbert I                      |
| Otto        | Không có                                     | không khung | Khoảng 1023          | 1057/1060 (?)        | 1051/1056 - 1057/1060   | Con trai thứ tư của Humbert I.                      |
| Peter I     | Không có                                     | không khung | Khoảng 1048          | 9 tháng 8 năm 1078   | Khoảng 1060 - 1078      | Con trai thứ cả của Otto.                           |
| Amadeus II  | Không có                                     | không khung | Khoảng 1050          | 26 tháng 1 năm 1080  | 1078 - 1080             | Con trai thứ hai của Otto.                          |
| Humbert II  | Gã Mập                                       | không khung | 1065                 | 19 tháng 10 năm 1103 | 1080 - 1103             | Con trai của Amadeus II                             |
| Amadeus III | Không có                                     | không khung | 1095                 | Tháng 4 năm 1148     | 1103 - 1148             | Con trai cả của Humbert II                          |
| Humbert III | Người Chân phước                             | không khung | 1136                 | 4 tháng 3 năm 1189   | 1148 - 1188             | Con trai cả của Amadeus III.                        |
| Thomas I    | Không có                                     | không khung | 27 tháng 5 năm 1178  | 1 tháng 3 năm 1223   | 1189 - 1233             | Con trai duy nhất của Humbert III.                  |
| Amadeus IV  | Không có                                     | không khung | 1197                 | 24 tháng 6 năm 1253. | 1233 - 1253             | Con trai cả của Thomas I                            |
| Boniface    | Không có                                     | không khung | 1245                 | 1263                 | 1253 - 1263             | Con trai duy nhất của Amadeus IV                    |
| Peter II    | Tiểu Charlemagne                             | không khung | 1203                 | 15 tháng 5 năm 1268  | 1263 - 1268             | Con trai thứ 7 của Thomas I.                        |
| Philip I    | Không có                                     | không khung | 1207                 | 16 tháng 8 năm 1285  | 1268 - 1285             | Con trai thứ 8 của Thomas I                         |
| Amadeus V   | Vĩ đại                                       | không khung | 4 tháng 9 năm 1249   | 16 tháng 10 năm 1323 | 1285 - 1323             | Con trai thứ hai của Thomas II, Bá tước xứ Piedmont |
| Edward      | Người Giải phóng                             | không khung | 1284                 | 1329                 | 1323 - 1329             | Con trai thứ hai của Amadeus V.                     |
| Aymon       | Người Hòa bình                               | không khung | 15 tháng 12 năm 1291 | 22 tháng 6 năm 1343  | 1329 - 1343             | Con trai út của Amadeus V.                          |
| Amadeus VI  | Bá tước Xanh (lục)                           | không khung | 4 tháng 1 năm 1334   | 1 tháng 3 năm 1383   | 1343 - 1383             | Con trai cả của Aymon                               |
| Amadeus VII | Bá tước Đỏ                                   | không khung | 24 tháng 3 năm 1360  | 1 tháng 11 năm 1391  | 1383 - 1391             | Con trai cả của Amadeus VI                          |
| Amadeo VIII | Người Hòa bình, Felix V (giáo hoàng đối lập) | không khung | 4 tháng 9 năm 1383   | 7 tháng 1 năm 1451   | 1391 - 1416             | Con trai cả của Amadeus VII                         |

## Công tước xứ Savoy
| Tên                 | Tên gọi khác hoặc biệt hiệu                  | Chân dung   | Sinh                       | Mất                  | Thời gian giữ tước hiệu | Quan hệ huyết thống                        |
| ------------------- | -------------------------------------------- | ----------- | -------------------------- | -------------------- | ----------------------- | ------------------------------------------ |
| Amadeo VIII         | Người Hòa bình, Felix V (giáo hoàng đối lập) | không khung | 4 tháng 9 năm 1383         | 7 tháng 1 năm 1451   | 1416 - 1434             | Con trai cả của Amadeus VII                |
| Louis I             | Ludovico hoặc Lodovico I (Tiếng Ý)           | không khung | 24 tháng 2 năm 1413        | 29 tháng 1 năm 1465  | 1434 - 1456             | Con trai thứ tư của Amadeus VIII           |
| Amadeus IX          | Người Hạnh phúc                              | không khung | 1 tháng 2 năm 1435         | 30 tháng 3 năm 1472  | 1465 - 1472             | Con trai cả của Louis I nhà Savoy          |
| Philibert I         | Thợ săn                                      | không khung | 17 tháng 8 năm 1465        | 22 tháng 9 năm 1482  | 1472 - 1482             | Con trai thứ ba của Amadeus IX.            |
| Charles I           | Công tước Chiến binh                         | không khung | 28 tháng 3 năm 1468        | 13 tháng 3 năm 1490  | 1482 - 1490             | Con trai thứ năm của Amadeus IX            |
| Charles II          | Charles John Amadeus                         | không khung | 23 tháng 6 năm 1489        | 16 tháng 4 năm 1496  | 1490 - 1496             | Con trai duy nhất của Charles I xứ Savoy   |
| Philip II           | Kẻ mất đất                                   | không khung | 4(hoặc 5) tháng 2 năm 1438 | 7 tháng 11 năm 1497  | 1496 - 1497             | Con trai thứ năm của Louis nhà Savoy       |
| Philibert II        | Người đẹp trai, Kẻ tốt bụng                  | không khung | 10 tháng 4 năm 1480        | 10 tháng 9 năm 1504  | 1497 - 1504             | Con trai duy nhất của Phillip II nhà Savoy |
| Charles III         | Charles tốt bụng                             | không khung | 10 tháng 10 năm 1486       | 17 tháng 8 năm 1553  | 1504 - 1553             | Con trai cả của Phillip II nhà Savoy       |
| Emmanuel Philibert  | Kẻ đầu sắt                                   | không khung | 8 tháng 7 năm 1528         | 30 tháng 8 năm 1580  | 1553 - 1580             | Con trai thứ ba của Charles III nhà Savoy  |
| Charles Emmanuel I  | Vĩ đại, Kẻ liều lĩnh                         | không khung | 12 tháng 1 năm 1562        | 26 tháng 7 năm 1630  | 1580 - 1630             | Con trai duy nhất của Emmanuel Philibert   |
| Victor Amadeus I    | Con hổ xứ Susa                               | không khung | 8 tháng 5 năm 1587         | 7 tháng 10 năm 1637  | 1630 - 1637             | Con trai thứ hai của Charles Emmanuel I    |
| Francis Hyacinth    | Không có                                     | không khung | 14 tháng 9 năm 1632        | 4 tháng 10 năm 1638  | 1637 - 1638             | Con trai thứ hai của Victor Amadeus I      |
| Charles Emmanuel II | Không có                                     | không khung | 20 tháng 6 năm 1634        | 12 tháng 6 năm 1675  | 1638 - 1675             | Con trai thứ ba của Victor Amadeus I       |
| Victor Amadeus II   | Không có                                     | không khung | 14 tháng 6 năm 1666        | 31 tháng 10 năm 1732 | 1675 - 1720             | Con trai duy nhất của Charles Emanuel II   |

### Vua của Sardegna
Xem thêm: Vương quốc Sardegna
| Tên                            | Tên đầy đủ (Tiếng Ý)                                       | Chân dung   | Sinh                | Mất                  | Thời gian cai trị | Quan hệ huyết thống                                         |
| ------------------------------ | ---------------------------------------------------------- | ----------- | ------------------- | -------------------- | ----------------- | ----------------------------------------------------------- |
| Victor Amadeus II nhà Savoy    | Vittorio Amedeo Sebastiano                                 | không khung | 14 tháng 6 năm 1666 | 31 tháng 10 năm 1732 | 1720 - 1730       | Con trai hợp pháp duy nhất của Charles Enmanuel II          |
| Charles Emmanuel III nhà Savoy | Không rõ                                                   | không khung | 27 tháng 4 năm 1701 | 20 tháng 2 năm 1773  | 1730 - 1773       | Con trai cả hợp pháp đầu tiên của Victor Amadeus II         |
| Victor Amadeus III nhà Savoy   | Vittorio Amedeo Maria                                      | không khung | 26 tháng 6 năm 1726 | 16 tháng 10 năm 1796 | 1773 - 1796       | Con trai thứ hai của Charles Emmanuel III                   |
| Charles Emmanuel IV nhà Savoy  | Carlo Emanuele Ferdinando Maria                            | không khung | 24 tháng 5 năm 1751 | 6 tháng 10 năm 1819  | 1796 - 1802       | Con trai cả của Victor Amadeus III                          |
| Victor Emmanuel I nhà Savoy    | Vittorio Emanuele                                          | không khung | 24 tháng 7 năm 1759 | 10 tháng 1 năm 1824  | 1802 - 1821       | Con trai thứ ba của Victor Amadeus III                      |
| Carlo Felice di Savoia         | Carlo Felice Giuseppe Maria                                | không khung | 6 tháng 4 năm 1765  | 27 tháng 4 năm 1831  | 1821 - 1831       | Con trai thứ năm của Victor Amadeus III                     |
| Carlo Alberto I di Savoia      | Carlo Alberto Emanuele Vittorio Maria Clemente Saverio     | không khung | 2 tháng 10 năm 1798 | 28 tháng 7 năm 1849  | 1831 - 1849       | Con trai trưởng của Charles Emmanuel, Hoàng tử xứ Carignano |
| Victor Emmanuel II di Savoia   | Vittorio Emanuele Maria Alberto Eugenio Ferdinando Tommaso | không khung | 14 tháng 3 năm 1820 | 9 tháng 1 năm 1878   | 1849 - 1861       | Con trai cả của Charles Albert nhà Savoy                    |